# تشل مني (جهاد أباد كرمان)
تشل مني (بالفارسية: چهل منی) هي قرية تقع في إيران في البلدة المركزية. يقدر عدد سكانها بـ 71 نسمة بحسب إحصاء 2016.